# 蓬金鐵

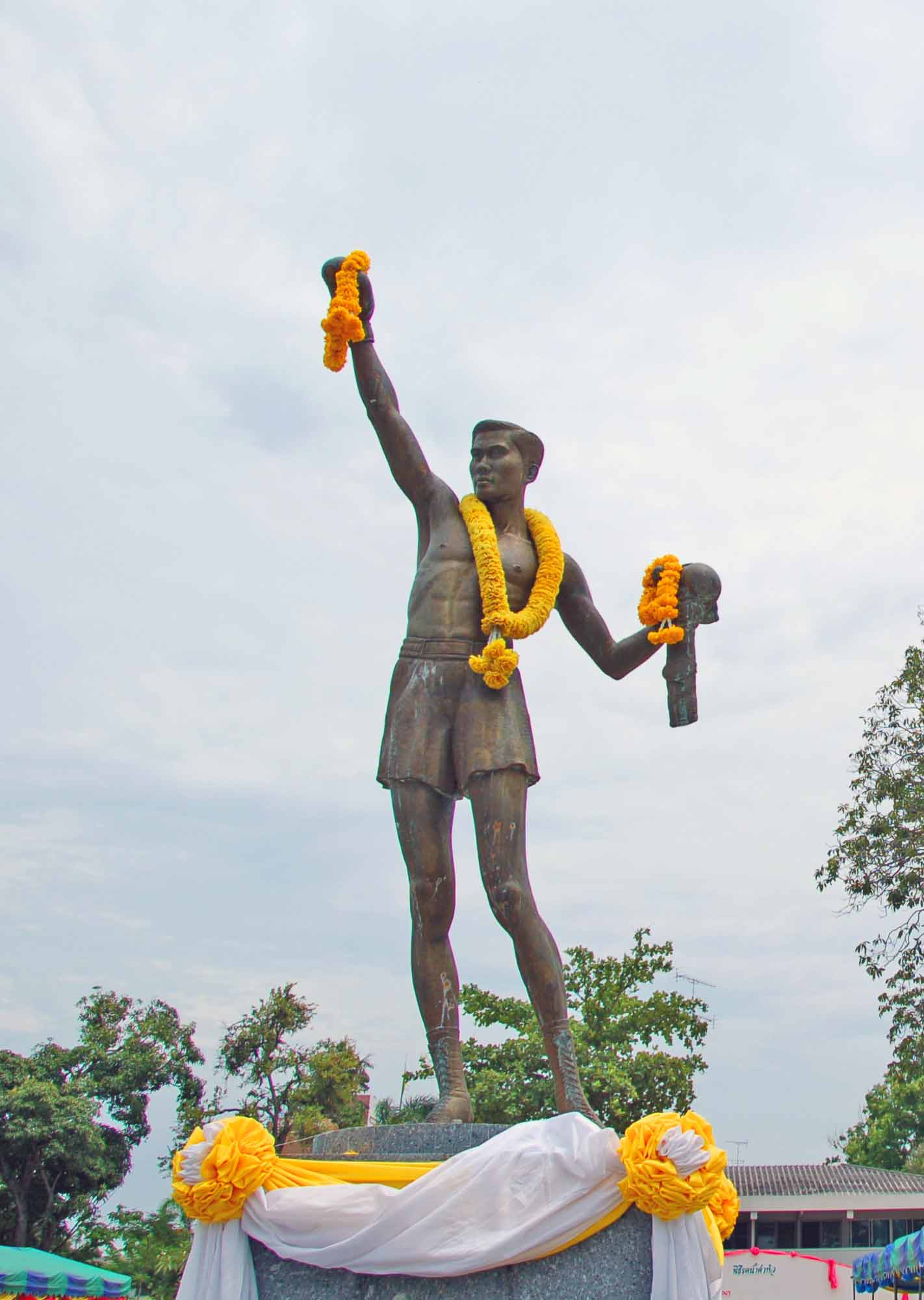
泰拳「鐵漢」蓬金鐵紀念碑之上青銅像

蓬金鐵（羅馬化：Pone Kingpetch，原名：馬拉·西多拔，1935年2月12日—1982年3月31日）是泰王國歷史上的第一個拳擊世界冠軍。1935年2月12日他生于班武里府華欣，少年時，習武於曼谷隆賓尼大拳場，得名師指點，進步神速，十九歲即取得泰國青年冠軍，1960年他挑戰並擊敗世界次輕量級冠軍阿根廷選手帕斯夸尔·佩雷斯第一次獲得世界輕量級拳王稱號，後來他三度迎擊日本原田政彥的挑戰，在初戰失利的情況下遇挫不餒，再戰得勝，一時傳為佳話。
後來他1965年挂上拳套，告別職業拳手生涯，設館授徒，培育了一批泰國拳擊好手。1982年蓬金鐵逝世于曼谷，享年四十七歲。今天在他的家鄉華欣市中心可以看到「蓬金鐵公園」，裡面最顯眼的是他得勝后振臂歡呼的青銅像，不斷激勵后人為國爭光。

## 外部連結
- 世界拳手冠軍榜[永久] （英文）
- 拳手參考資料 （英文）